# Alvik (Dalarna)
Alvik – miejscowość (tätort) w Szwecji, w regionie administracyjnym (län) Dalarna, w gminie Leksand.
Według danych Szwedzkiego Urzędu Statystycznego liczba ludności wyniosła: 304 (31 grudnia 2015), 306 (31 grudnia 2018) i 300 (31 grudnia 2019).